# Phymatosorus revolutus
Phymatosorus revolutus là một loài dương xỉ trong họ Polypodiaceae. Loài này được V.N.Tu mô tả khoa học đầu tiên năm 1979.
Danh pháp khoa học của loài này chưa được làm sáng tỏ. 